# Chiesa della Madonna delle Grazie (Tocco da Casauria)
La chiesa della Madonna delle Grazie è una chiesa di Tocco da Casauria ubicata davanti all'innesto di Via Capo Croce alla Strada Provinciale 67.
Inizialmente costruito come oratorio fuori dalle mura del paese, per ospitare i domenicani, fu poi convertito in chiesa fra la seconda metà del Quattrocento e gli inizi del Cinquecento. Essa fu dedicata alla Madonna delle Grazie, prendendo il nome dalla Congrega domenicana della Madonna delle Grazie di Tocco da Casauria che effettuò tale conversione.
È oggi gestita dalla arcidiocesi di Chieti-Vasto e dalla parrocchia di Sant'Eustachio Martire

## Storia
I domenicani cominciarono ad insediarsi in Abruzzo nel 1283, e nel XIII secolo erano già presenti a: L'Aquila, Sulmona, Penne, Chieti, Atri e Teramo; mentre fra il XIV ed il XV secolo fondarono conventi anche in: Atessa, Amatrice, Ortona, Magliano de' Marsi, Caramanico Terme, Castel di Sangro e Pianella. La massima espansione dell'insediamento degli ordini mendicanti è stata fra il XIII ed il XIV secolo.
Agli inizi del Quattrocento fu fondata a Tocco da Casauria la Congrega della Madonna delle Grazie ad opera dei domenicani. Tale congrega sì stabilì in un oratorio appositamente costruito nella contrada Frammucchiaro, fuori dalle mura del paese. La Congrega si dedicò al culto mariano, alla penitenza ed alle attività assistenziali. Tale oratorio fu poi trasformato in luogo di culto come segno di gratitudine alla Madonna delle Grazie per la protezione offerta durante l'epidemia di peste nera e il terremoto del 1456. Probabilmente i domenicani che vivevano nell'oratorio, dopo la sua trasformazione in chiesa, andarono a vivere nell'ospedale che la affiancava.
La chiesa risale quindi all'epoca rinascimentale. Il suo preciso periodo di fondazione è incerto e diversi studiosi hanno fatto ipotesi che si avvicinano tutte al periodo fra il XV ed il XVI secolo, ad eccezione di quella fatta da Carlo Ignazio Gavini che ne attesta la costruzione al '600, ipotesi però smentita da successivi studi fatti da Padre Virgilio, mentre Sandro Sticca la colloca nell'arco di tempo fra il 1453 ed il 1463.
Dopo la trasformazione dell'oratorio in chiesa, iniziò l'opera di decorazione ed abbellimento sia per mano della Congrega che dei cittadini di Tocco da Casauria. Il contribuo maggiore alla decorazione della chiesa è però quello di Ferrante d'Afflitto, l'allora conte di Loreto Aprutino, divenuto signore di Tocco nel 1594. Egli fece rifare la facciata principale in stile seicentesco con rosone e portale (con architrave). All'interno, invece, la chiesa fu decorata con altari laterali, dipinti, una scultura lignea della Madonna della Candelora ed un trittico.

## Descrizione

### Struttura esterna
All'esterno la chiesa è principalmente di colore giallo, con alcuni elementi bianchi.
Lungo il lato destro sono presenti i resti di un'entrata secondaria.

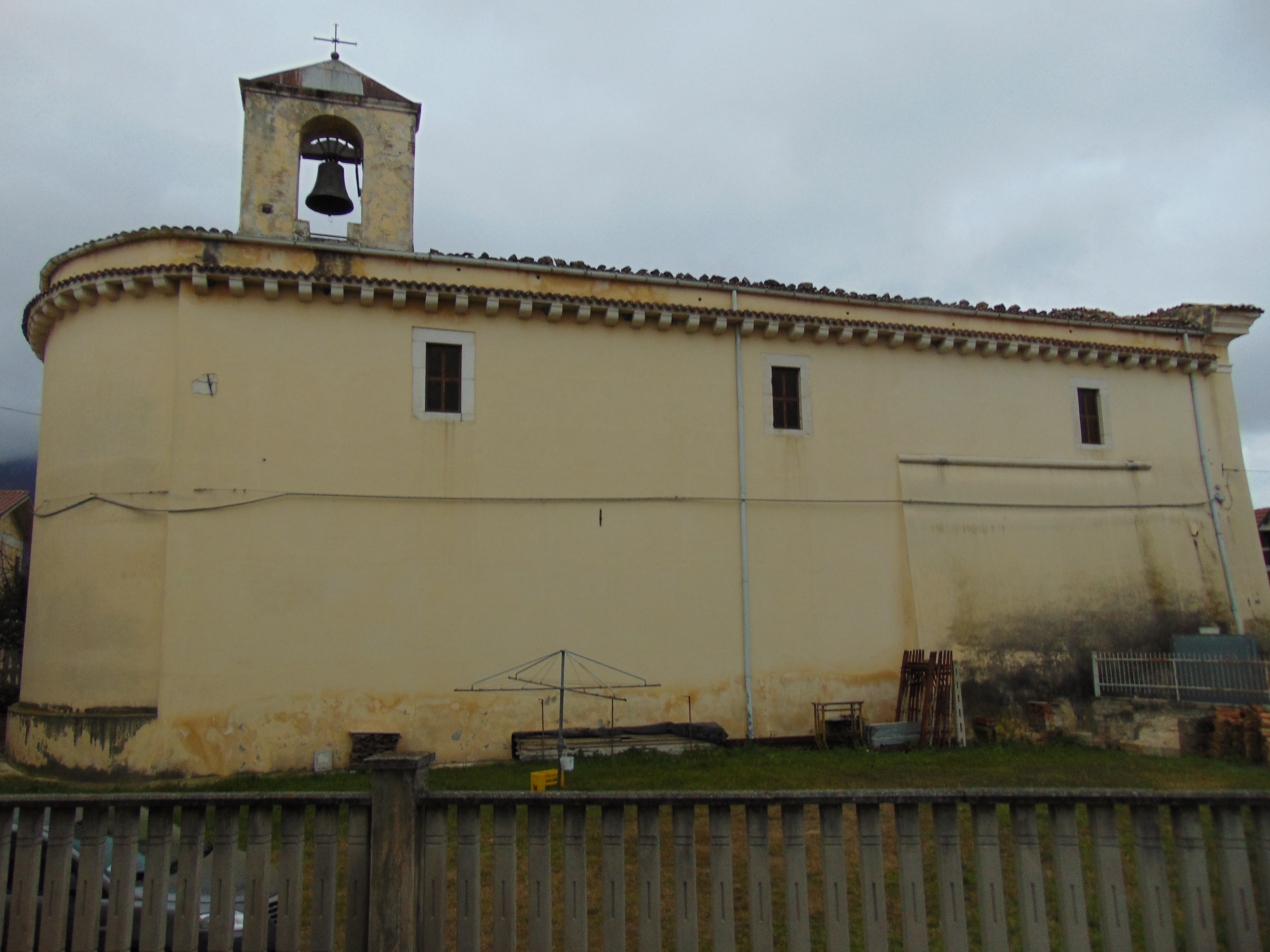
Lato sinistro
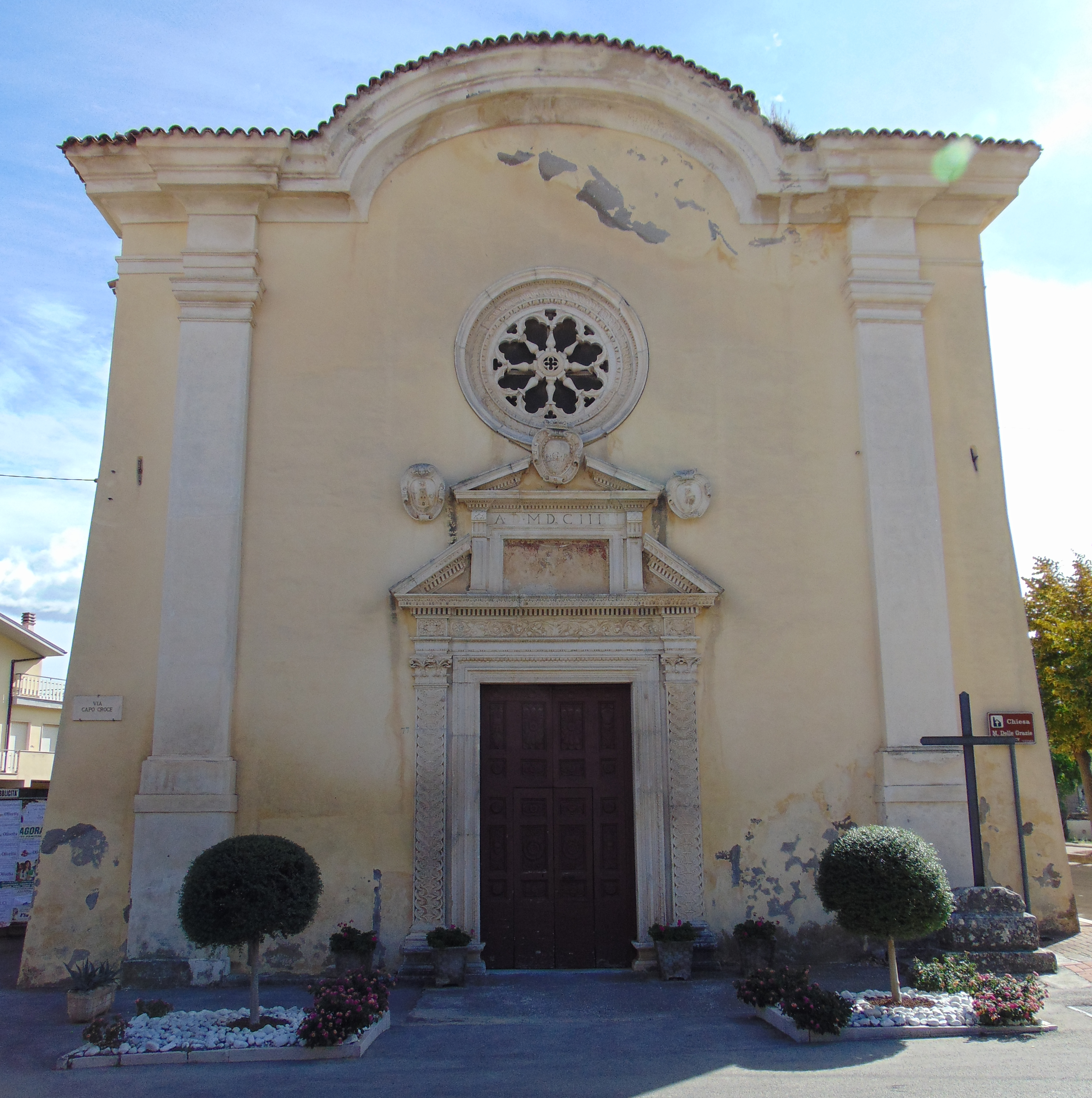
Facciata anteriore
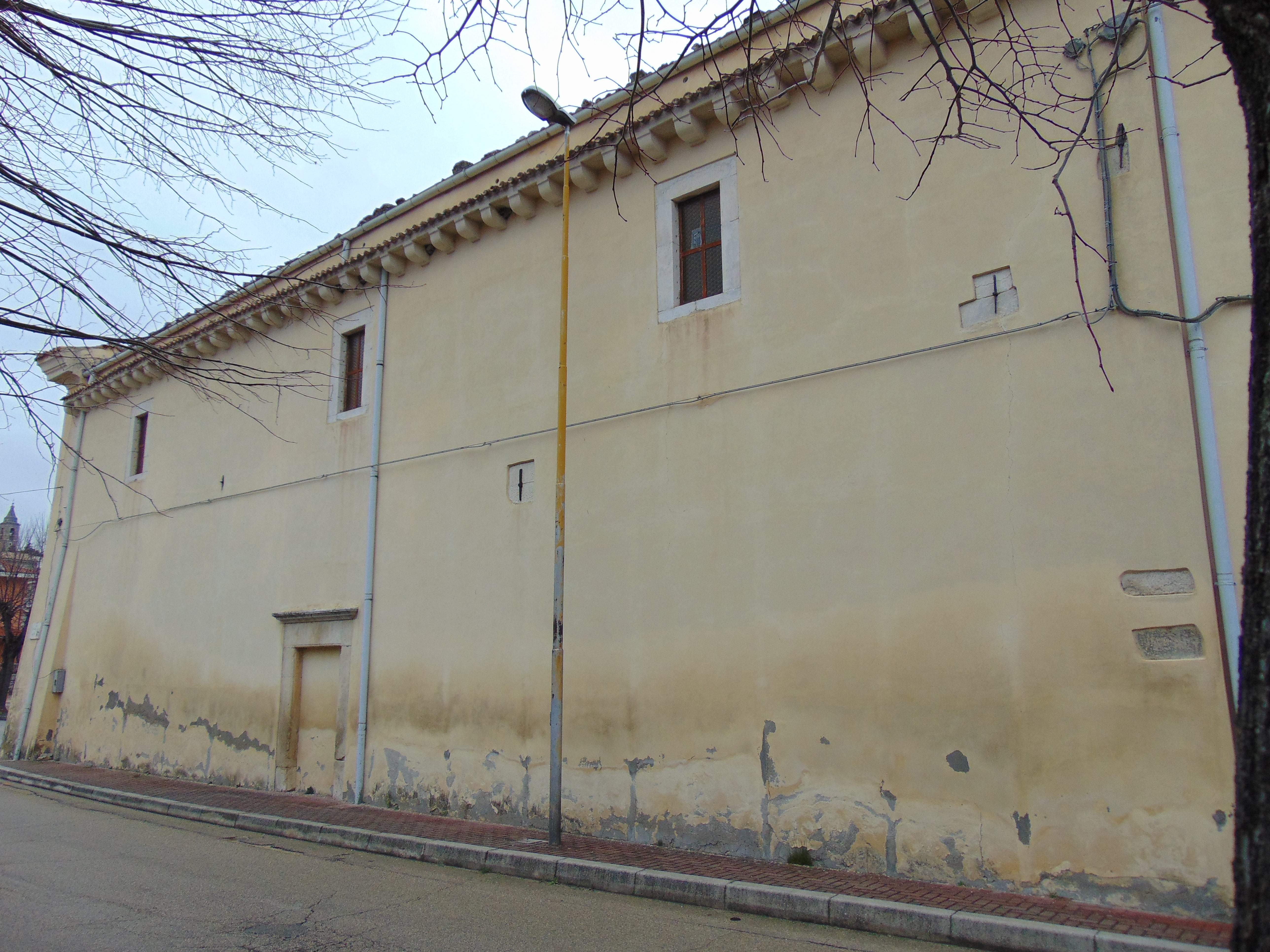
Lato destro
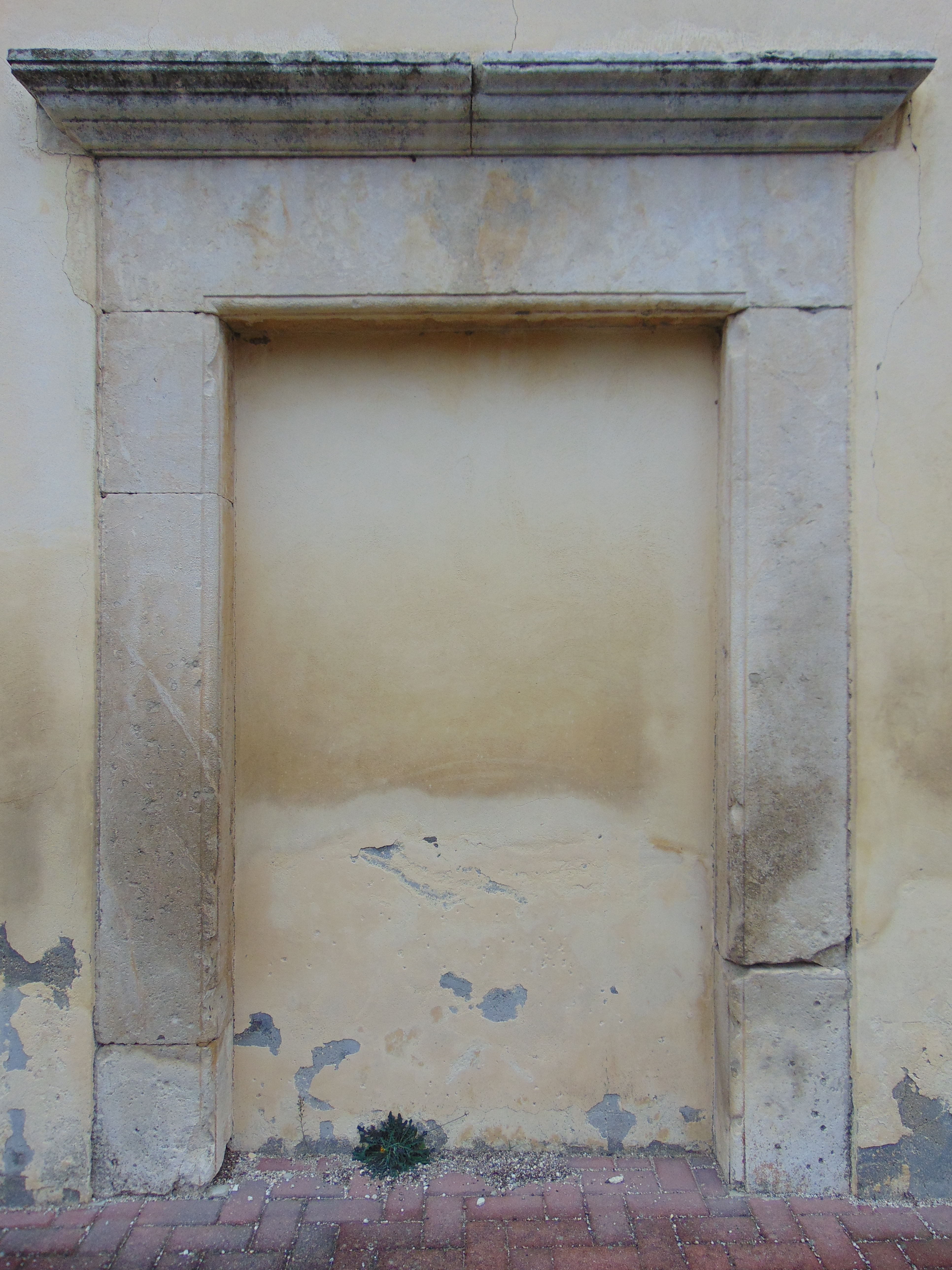
Resti di un'entrata laterale sul lato destro
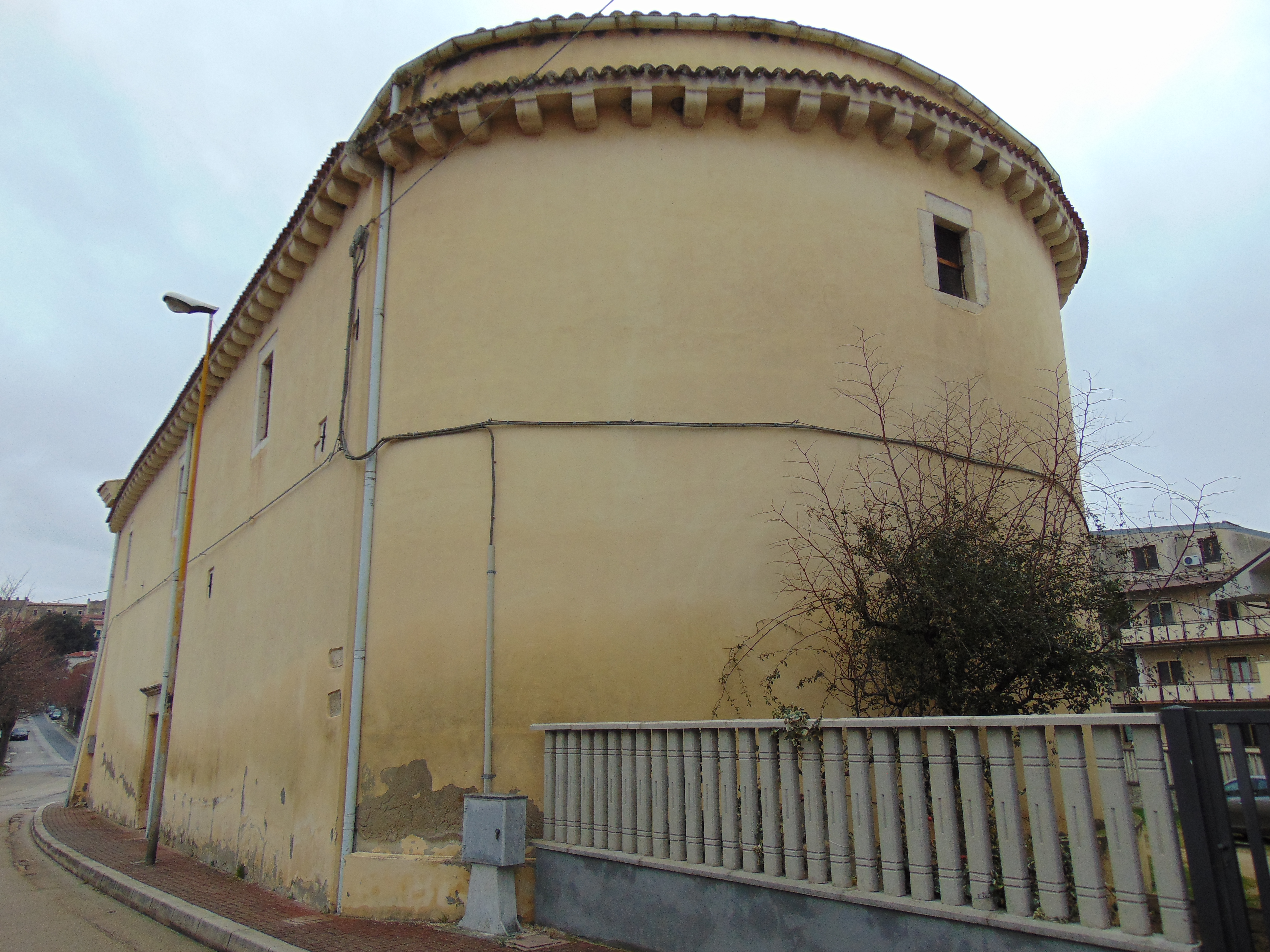
Lato destro e posteriore

#### Campanile
Essa dispone di un piccolo campanile con una sola cella campanaria lungo il lato sinistro.

#### Portale
La facciata principale è composta da un portale (con architrave e rosone) che risale al 1605. Tutti e tre gli elementi sono composti da pietra bianca. Vi sono anche 2 lesene (posizionate una alla destra ed una alla sinistra del portale) bianche.
Sull'architrave sono presenti tre stemmi ovaliformi grandi 79x50 cm e risalenti al XVII secolo, tra il 1600 ed il 1610. A sinistra è presente lo stemma comunale di Tocco da Casauria, ed è il più antico stemma civico del paese pervenutoci. Al centro è presente uno stemma coronato recitante la sigla AGP che potrebbe indicare l'acronimo (spesso usato per stemmi religiosi) delle parole Ave Gratia Plena. A destra è presente uno stemma raffigurante un cervo con una croce latina sulla testa, che potrebbe essere un riferimento a Sant'Eustachio Martire (santo patrono di Tocco da Casauria), o ad uno stemma araldico della famiglia D'Afflitto.

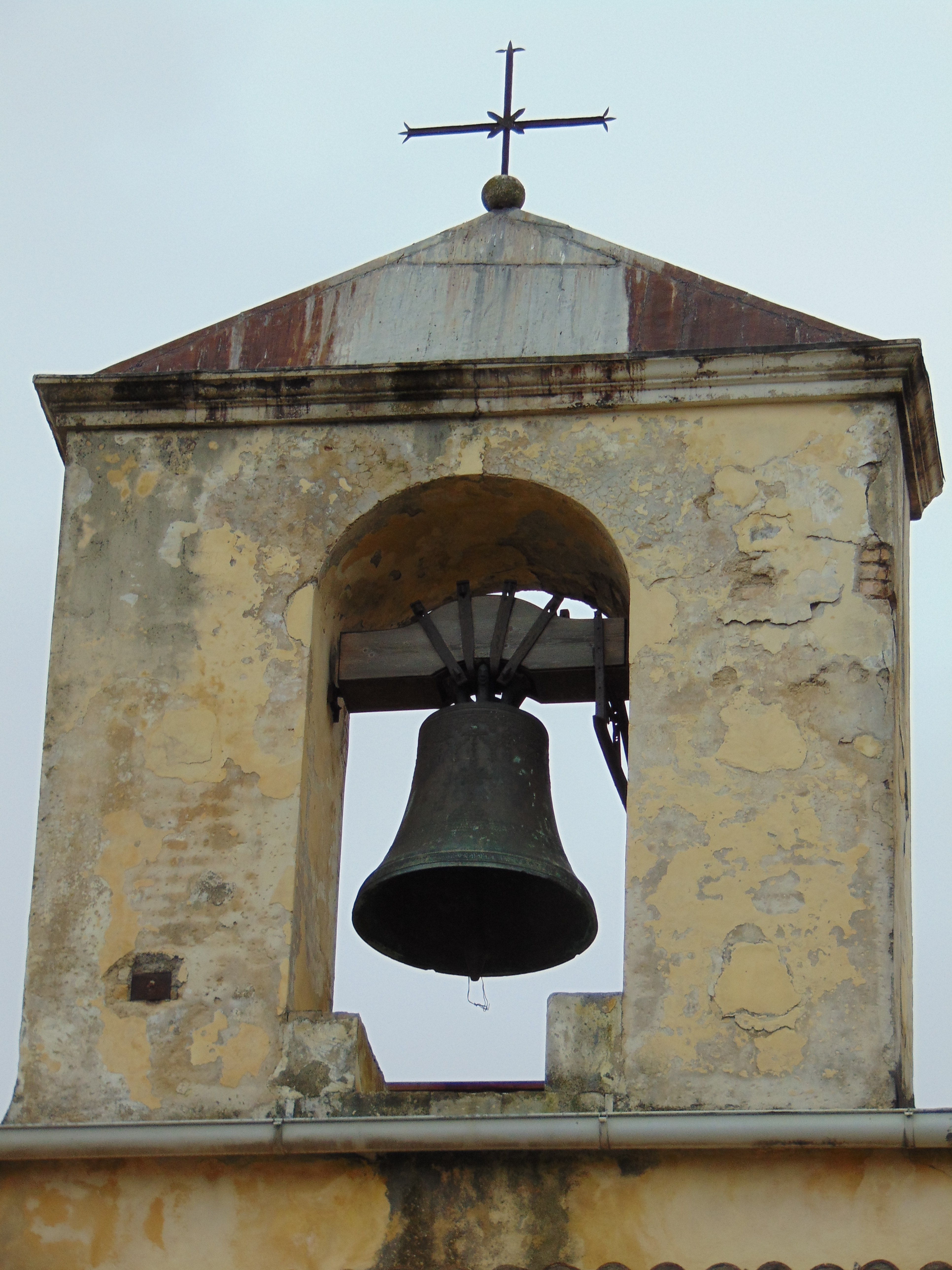
Campanile della chiesa
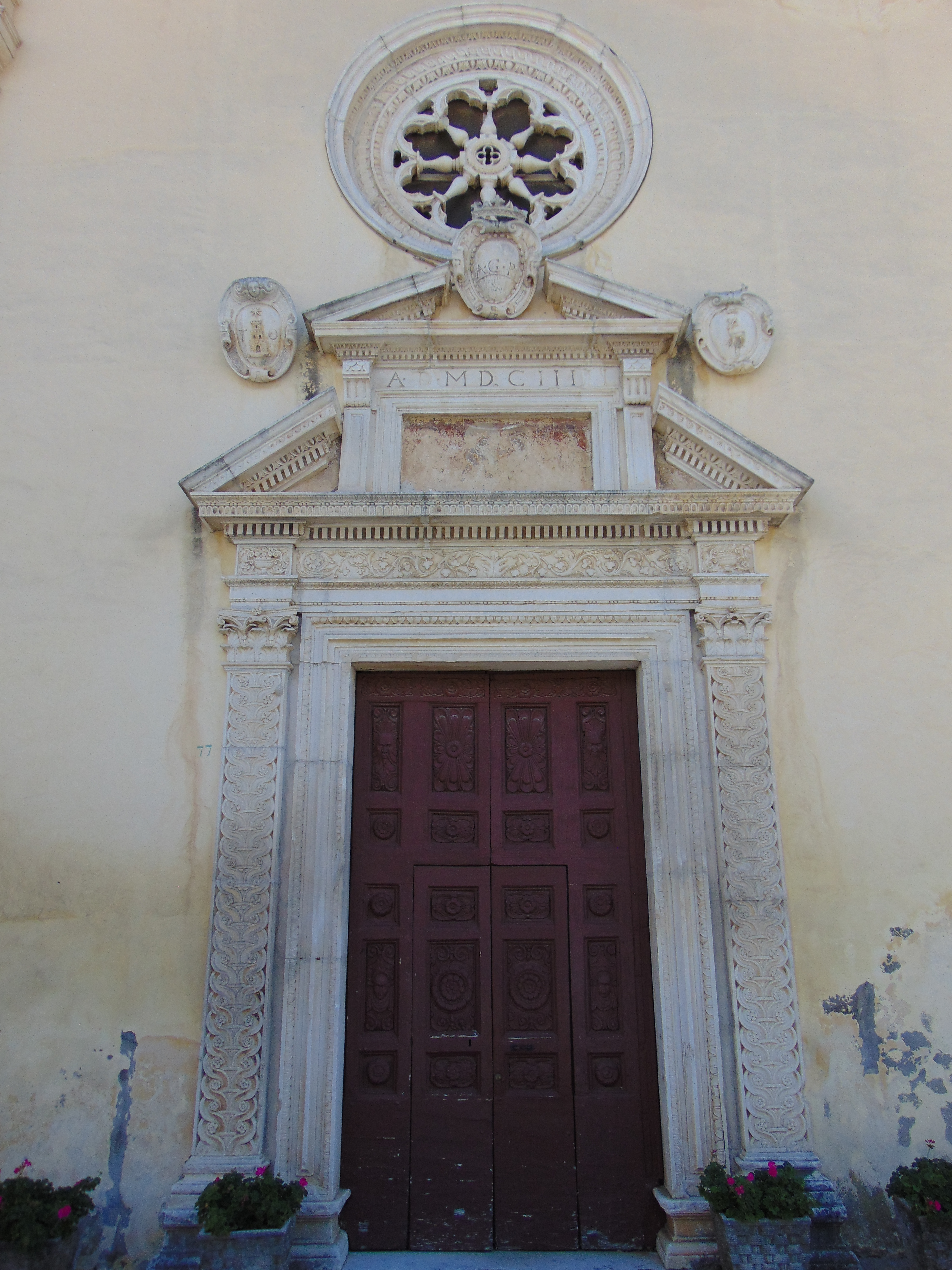
Portale
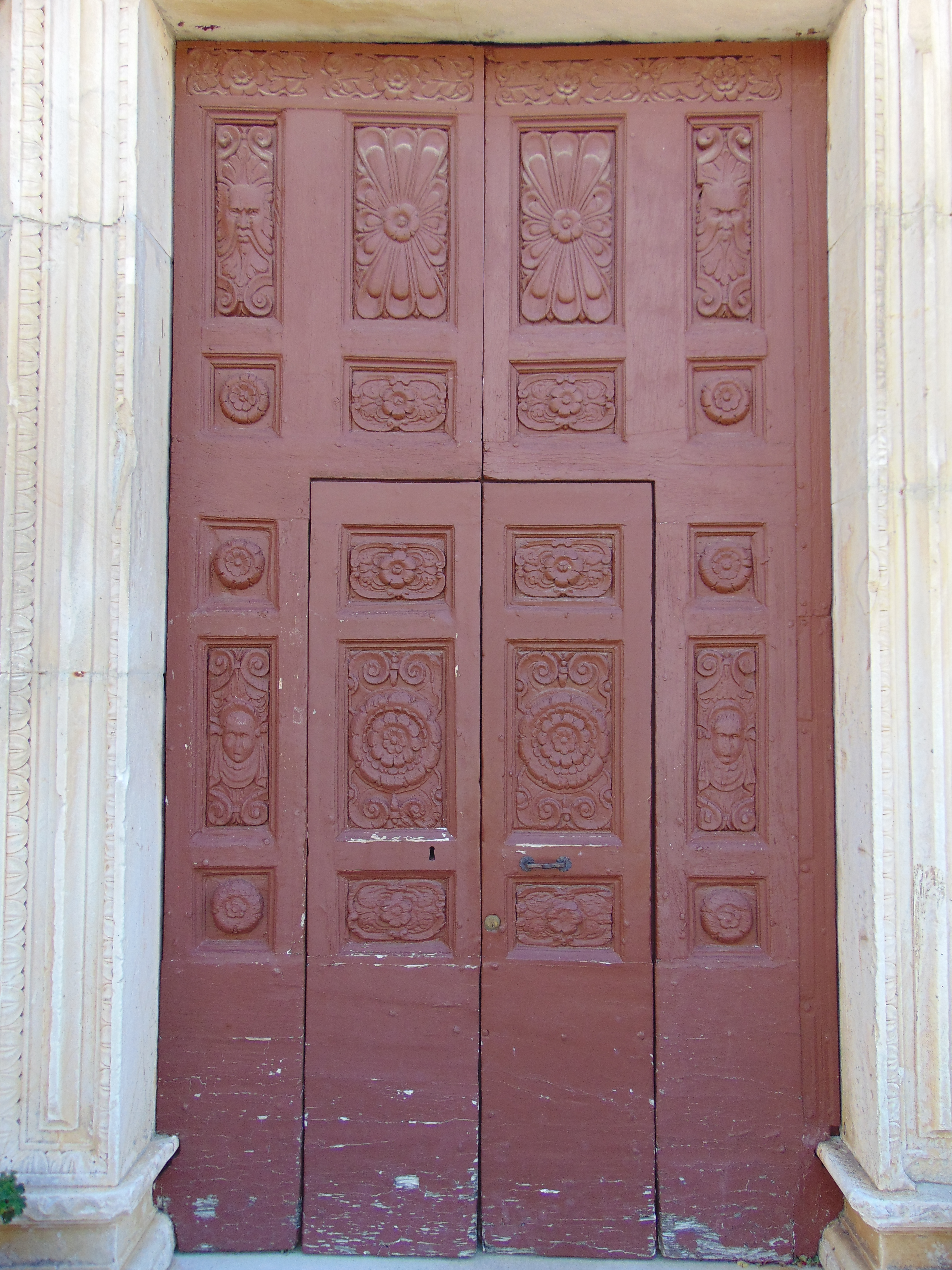
Decorazioni sulla porta d'ingresso
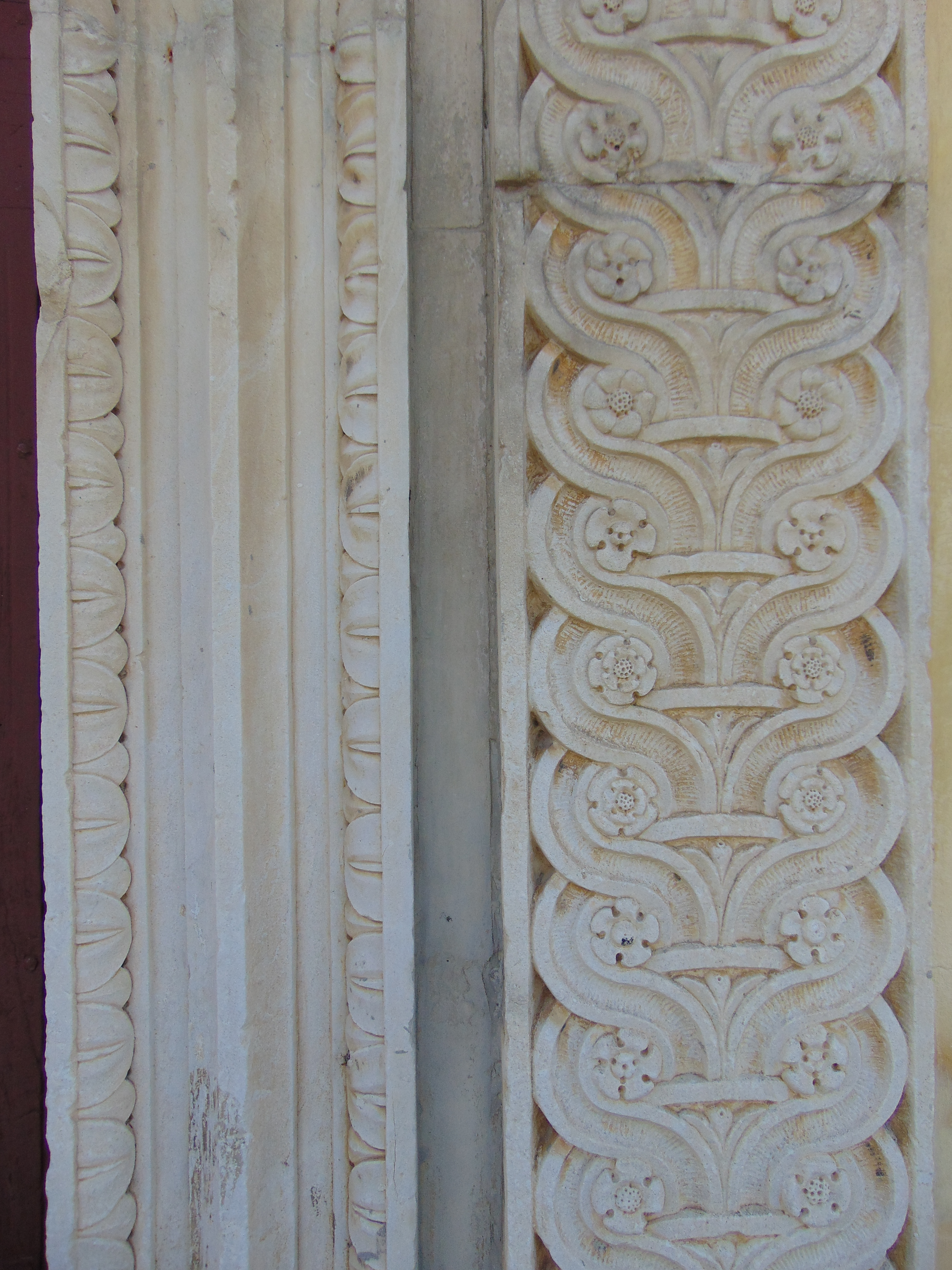
Decorazioni sul lato destro del portale
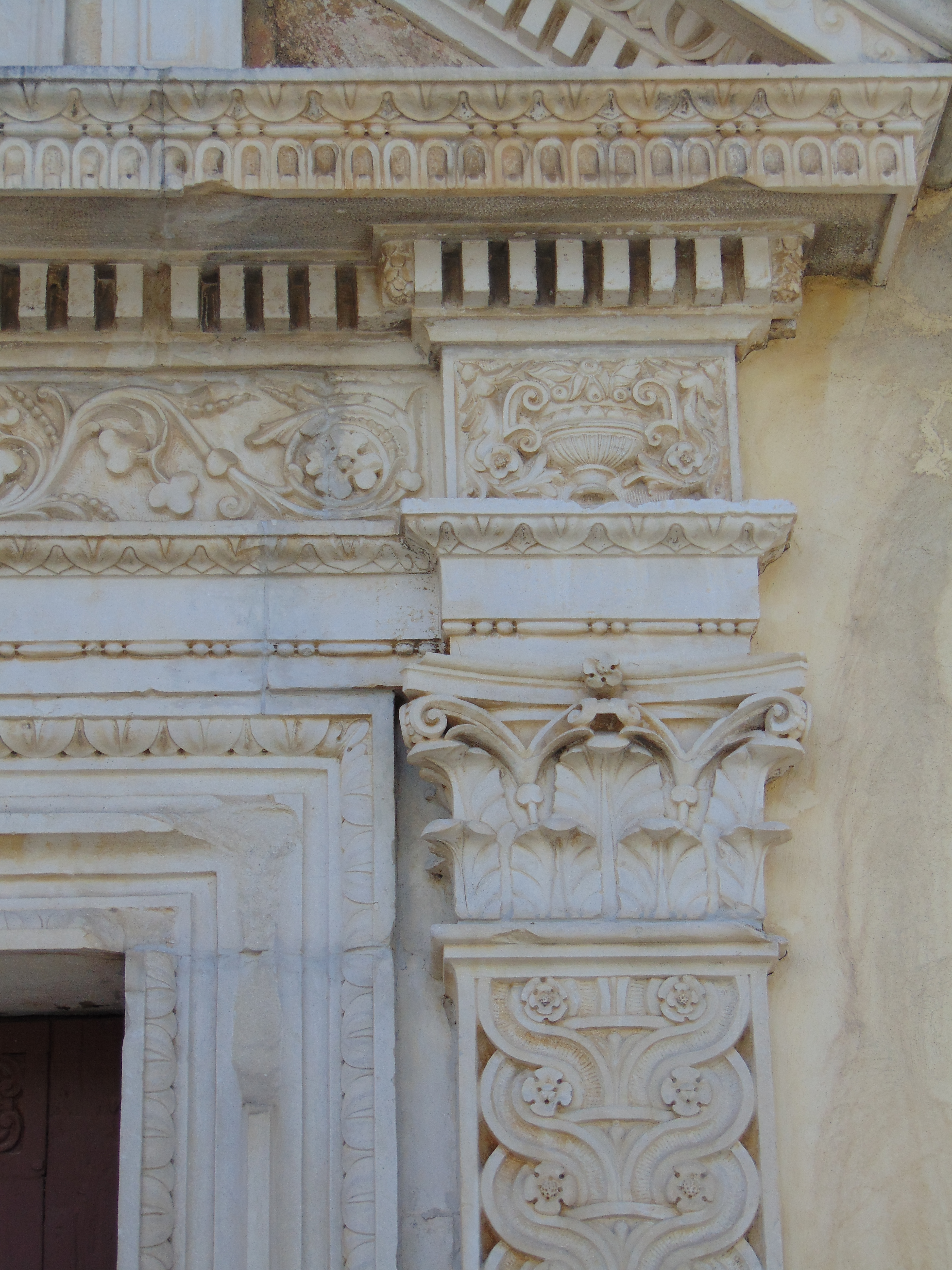
Decorazioni sul capitello e lato destro di portale e architrave
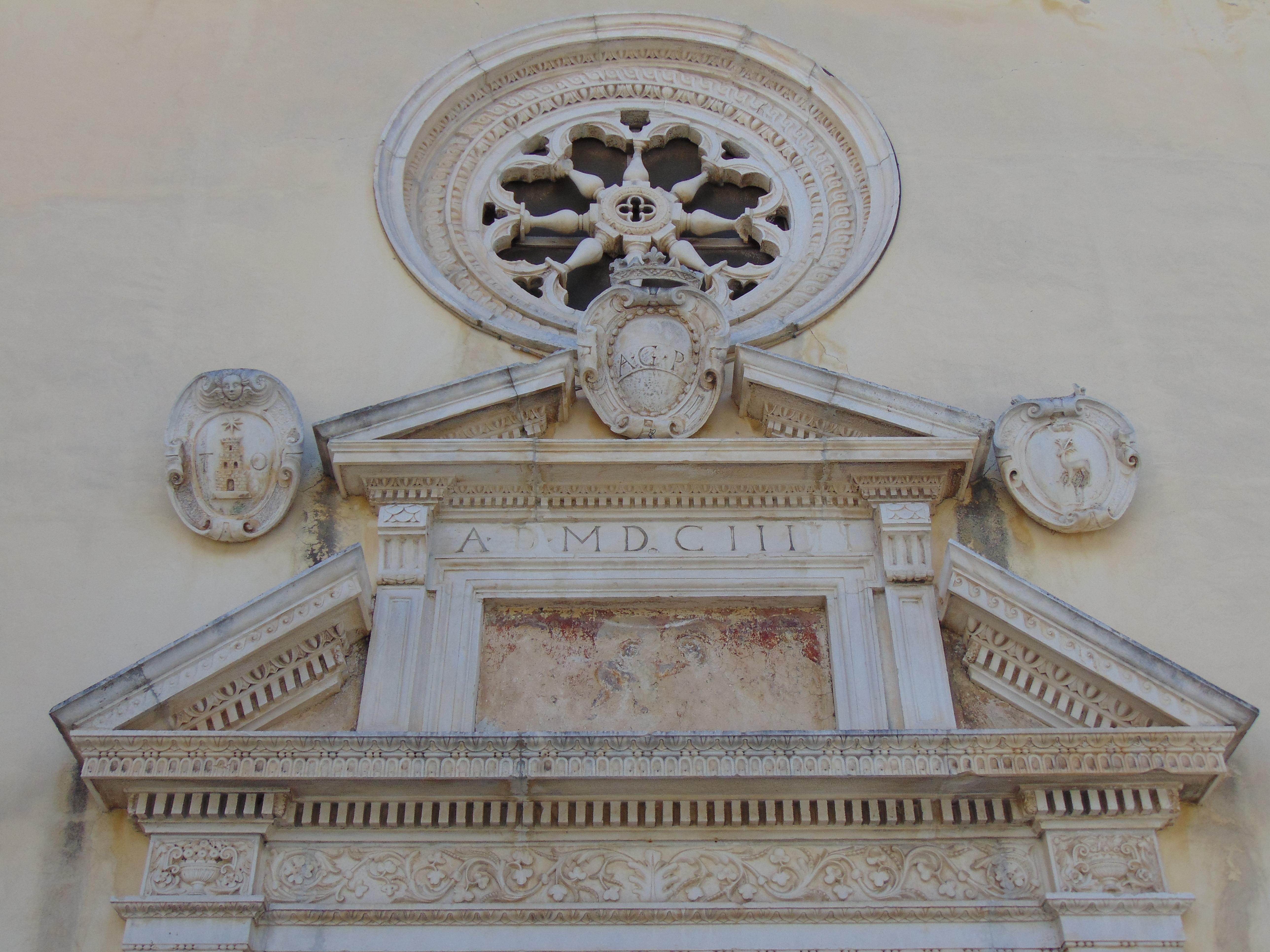
Rosone ed architrave
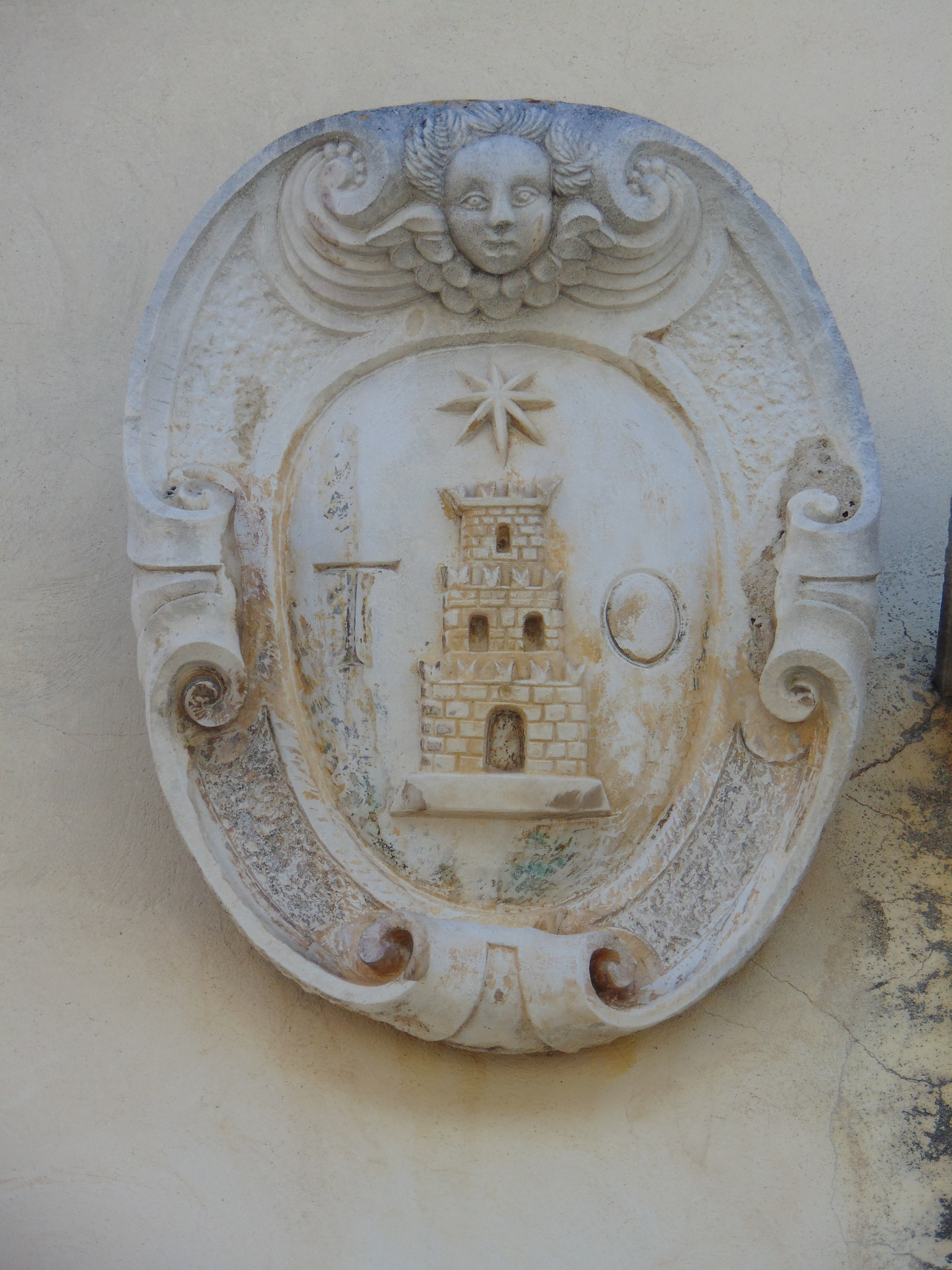
Stemma araldico comunale di Tocco da Casauria, sopra (a sinistra) l'architrave
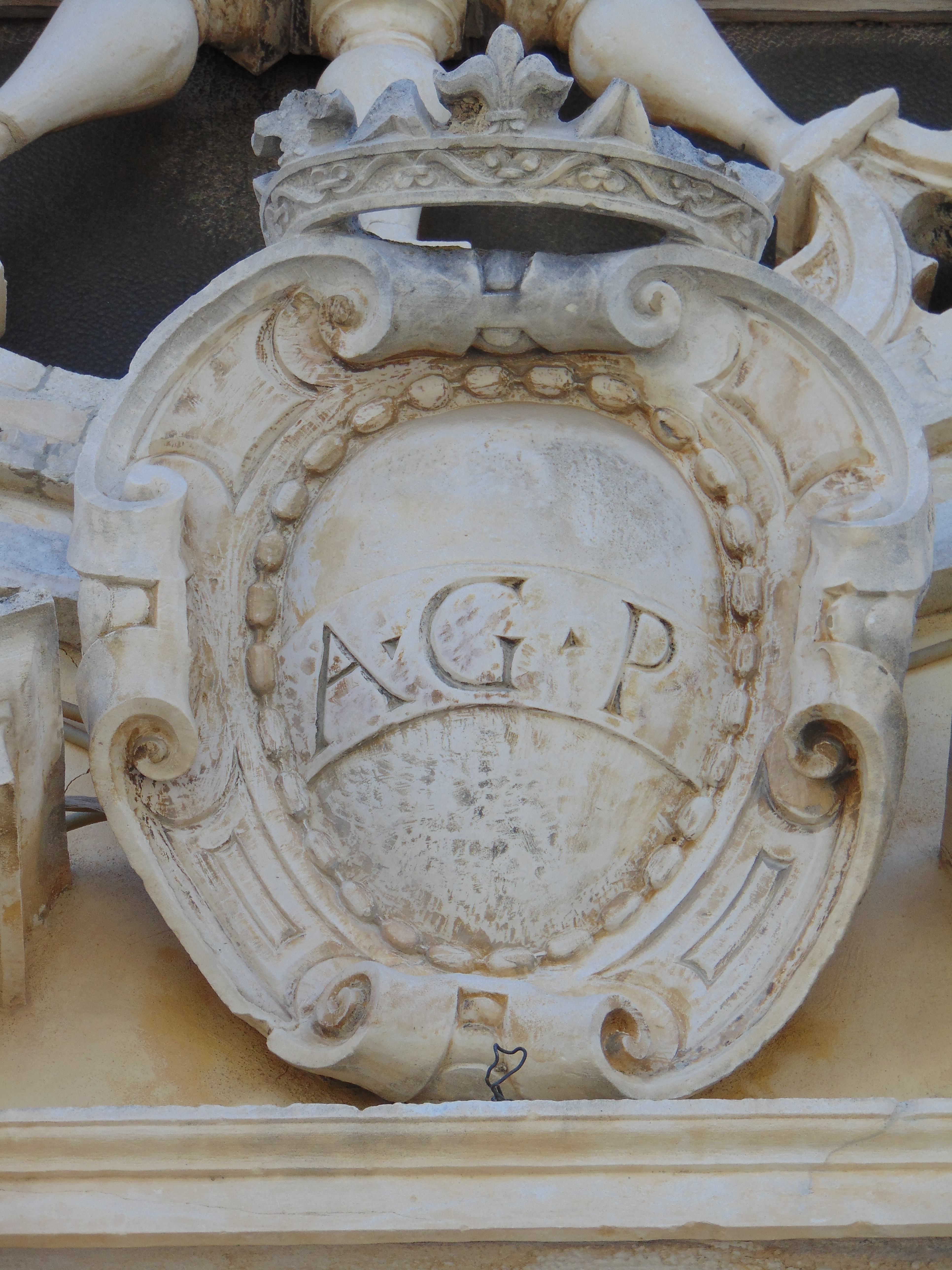
Stemma recitante la sigla AGP, sopra (al centro) l'architrave
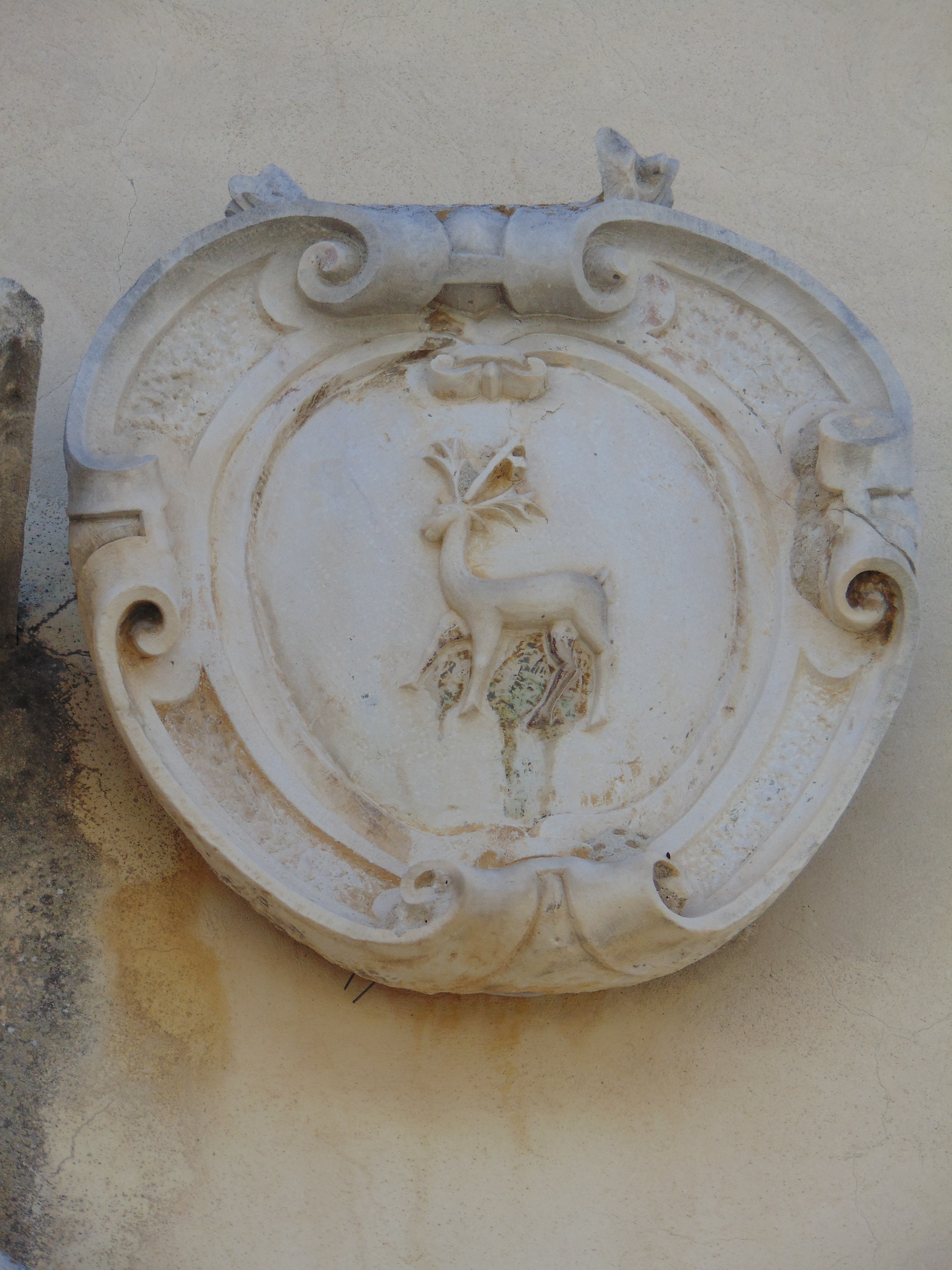
Stemma araldico con un cervo avente in testa una croce latina, sopra (a sinistra) l'architrave
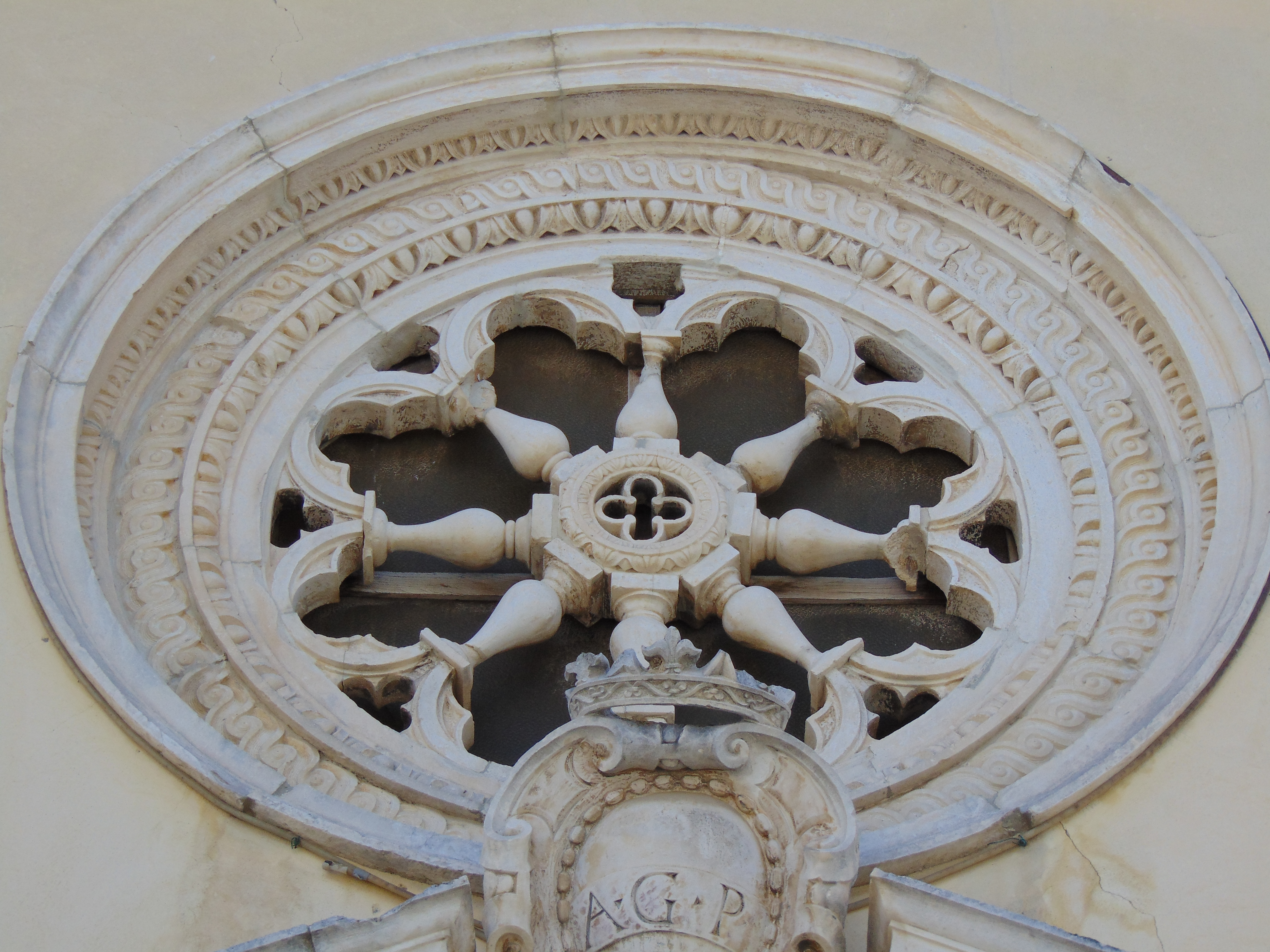
Rosone

### Struttura interna
Essa è strutturata con una sola navata centrale, assieme ad atrio, coro ed abside.
Nella chiesa sono presenti in totale 5 altari: 4 laterali (2 a destra e 2 a sinistra) ed uno maggiore.